# Anthericum liliago
La liliagine (Anthericum liliago L.) è una pianta della famiglia delle Asparagaceae.